# Tonka Bay (Minnesota)
Tonka Bay est une ville américaine située dans le Comté de Hennepin, dans le Minnesota. Selon le recensement de 2010, sa population est de 1 475 habitants.